# 圣弥额尔总领天使副主教座堂

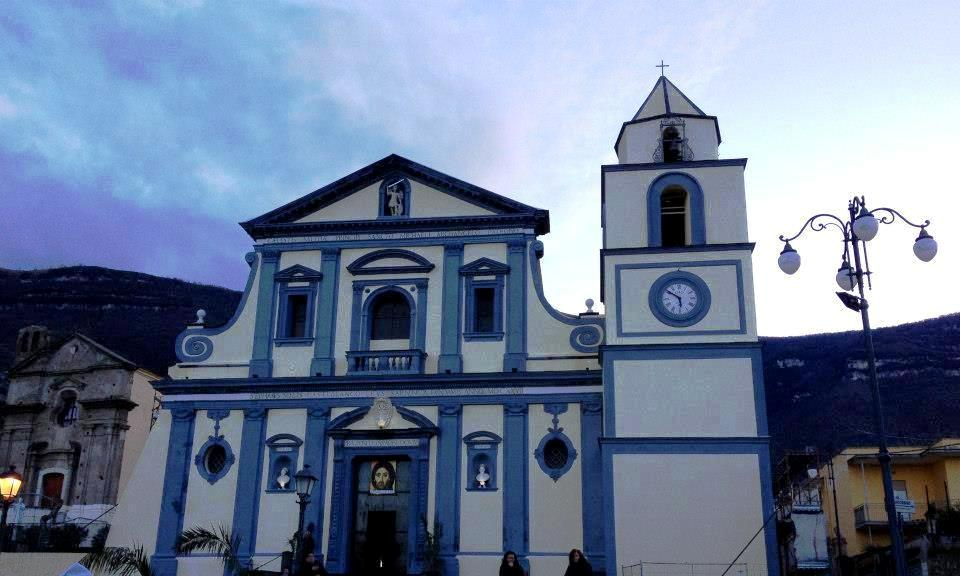
立面

萨尔诺圣弥额尔总领天使副主教座堂（Basilica Concattedrale di San Michele Arcangelo）是天主教下諾卡拉-薩爾諾教區的共同主教座堂，位于意大利坎帕尼亚大区萨莱诺省的萨尔诺。

## 历史
萨尔诺教区的历史可追溯到1066年，古老的罗曼式座堂一直使用到17世纪重建之时。1627年新堂建成，但是在1631年由于维苏威火山的爆发而受损，后来逐步修复。

## 建筑

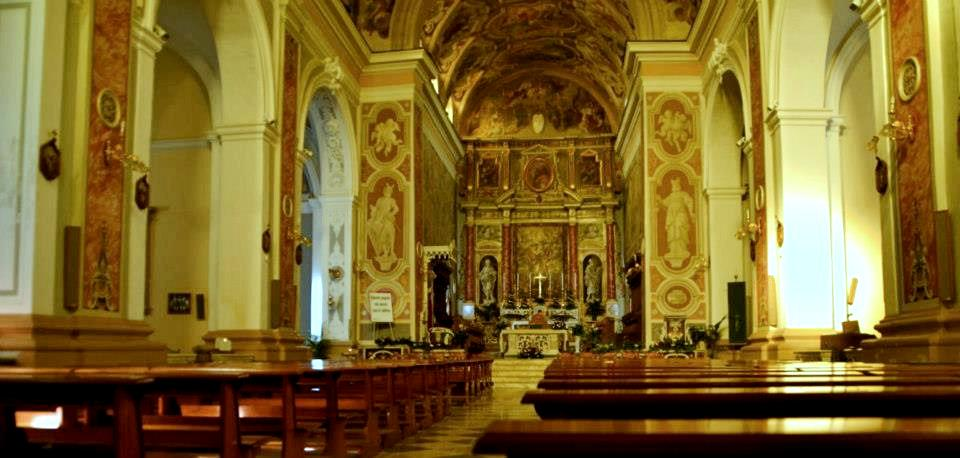
内部

立面是文艺复兴晚期风格，上方为执剑的圣弥额尔总领天使像，两侧为宗徒伯多禄和保禄像。堂内两侧有8个小堂。右侧的小堂供奉圣母诸圣、Addolorata，耶稣圣心和圣若翰洗者。左侧的小堂供奉圣母圣衣、玫瑰圣母、圣弥额尔和圣体，拥有若干重要的艺术品。